# Medaglia Murchison
La medaglia Murchison è un riconoscimento scientifico conferito in ambito geologico.
Il riconoscimento fu istituito da Roderick Murchison, che morì nel 1871. 
Uno degli ultimi atti pubblici di Murchison fu la fondazione di una cattedra di Geologia e Mineralogia presso l'Università di Edimburgo. 
Tra le sue ultime volontà vi erano l'istituzione della Medaglia Murchison e del fondo per la geologia (The Murchison Fund) che il Consiglio della Geological Society of London avrebbe dovuto assegnare annualmente. 
La prima Medaglia fu assegnata nel 1873.

## Lista dei premiati
- 1873  William Davies
- 1874  John Jeremiah Bigsby
- 1875  William Jory Henwood
- 1876  Alfred Richard Cecil Selwyn
- 1877  William Branwhite Clarke
- 1878  Hans Bruno Geinitz
- 1879  Frederick McCoy
- 1880  Robert Etheridge
- 1881  Archibald Geikie
- 1882  Jules Gosselet
- 1883  Heinrich Robert Goeppert
- 1884  Henry Woodward
- 1885  Ferdinand von Roemer
- 1886  William Whitaker
- 1887  Peter Bellinger Brodie
- 1888  John Strong Newberry
- 1889  James Geikie
- 1890  Edward Hull
- 1891  Waldemar Christofer Brøgger
- 1892  Alexander Henry Green
- 1893  Osmond Fisher
- 1894  William Talbot Aveline
- 1895  Gustaf Lindstrom
- 1896  Thomas Mellard Reade
- 1897  Horace Bolingbroke Woodward
- 1898  Thomas Francis Jamieson
- 1899  Benjamin Neeve Peach
- 1899  John Horne
- 1900  (Nils) Adolf Erik Nordenskiold
- 1901  Alfred John Jukes-Browne
- 1902  Frederic William Harmer
- 1903  Charles Callaway
- 1904  George Alexander Louis Lebour
- 1905  Edward John Dunn
- 1906  Charles Thomas Clough
- 1907  Alfred Harker
- 1908  Albert Charles Seward
- 1909  Grenville Arthur James Cole
- 1910  Arthur Philemon Coleman
- 1911  Richard Hill
- 1912  Louis Dollo
- 1913  George Barrow
- 1914  William Augustus Edmond Ussher
- 1915  William Whitehead Watts
- 1916  Robert Kidston
- 1917  George Frederick Matthew
- 1918  Joseph Burr Tyrrell
- 1919  Gertrude Lilian Elles
- 1920  Ethel Mary Reader Shakespear
- 1921  Edgar Sterling Cobbold
- 1922  John William Evans
- 1923  John Joly
- 1924  Walcot Gibson
- 1925  Herbert Henry Thomas
- 1926  William Savage Boulton
- 1927  George Thurland Prior
- 1928  Jakob Johannes Sederholm
- 1929  Charles Alfred Matley
- 1930  Arthur Lewis Hall
- 1931  George Walter Tyrrell
- 1932  William George Fearnsides
- 1933  Alexander Logie du Toit
- 1934  George Hickling
- 1935  Edward Battersby Bailey
- 1936  Ernest Edward Leslie Dixon
- 1937  Leonard James Spencer
- 1938  Henry Howe Bemrose
- 1939  Harold Jeffreys
- 1940  Arthur Holmes
- 1941  Murray MacGregor
- 1942  Henry Hurd Swinnerton
- 1943  Alfred Brammall
- 1944  Vincent Charles Illing
- 1945  Walter Campbell Smith
- 1946  Leonard Hawkes
- 1947  Percy Evans
- 1948  James Phemister
- 1949  Ernest Masson Anderson
- 1950  Tom Eastwood
- 1951  William Bernard Robinson King
- 1952  William James Pugh
- 1953  Frank Dixey
- 1954  Kenneth Arthur Davies
- 1955  Cyril James Stubblefield
- 1956  Frederick Murray Trotter
- 1957  Henry George Dines
- 1958  Robert George Spencer Hudson
- 1959  Sydney Ewart Hollingworth
- 1960  Archibald Gordon MacGregor
- 1961  Wilfrid Edwards
- 1962  Errol Ivor White
- 1963  Norman Leslie Falcon
- 1964  George Hoole Mitchell
- 1965  Walter Frederick Whittard
- 1966  Kingsley Charles Dunham
- 1967  Thomas Stanley Westoll
- 1968  Gilbert Wilson
- 1969  Percy Edward Kent
- 1970  Robert Millner Shackleton
- 1971  Basil Charles King
- 1972  Stephen Robert Nockolds
- 1973  Alwyn Williams
- 1974  William Alexander Deer
- 1975  John Sutton
- 1976  Robert Andrew Howie
- 1977  Martin Harold Phillips Bott
- 1978  Stephen Moorbath
- 1979  Wallace Spencer Pitcher
- 1980  Joseph Victor Smith
- 1981  George Malcolm Brown
- 1982  Derek Flinn
- 1983  Michael John O'Hara
- 1984  James Christopher Briden
- 1985  Brian Frederick Windley
- 1986  Keith Gordon Cox
- 1987  Charles David Curtis
- 1988  Ian Graham Gass
- 1989  Anthony Seymour Laughton
- 1990  Johnson Robin Cann
- 1991  Michael Robert House
- 1992  Ian William Drummond Dalziel
- 1993  Anthony Brian Watts
- 1994  Jorn Thiede
- 1995  Ian Stuart Edward Carmichael
- 1996  Robert Arbuckle Berner
- 1997  Bernard John Wood
- 1998  (Robert) Stephen (John) Sparks
- 1999  David Gubbins
- 2000  David Headley Green
- 2001  Juan Watterson
- 2002  David Price
- 2003  Alexander Norman Halliday
- 2004  Philip England
- 2005  Christopher Scholz
- 2006  Brian Kennett
- 2007  Herbert Huppert
- 2008  Mike Searle
- 2009  David Kohlstedt
- 2010  Randall Parrish
- 2011  E. Bruce Watson
- 2012  Frank S. Spear
- 2013  Peter Kokelaar
- 2014  Julian Pearce
- 2015  Geoffrey Wadge
- 2016  Jon Blundy
- 2017  Tim Elliott